# Ľadové vrátka
Ledové vrátka ( polsky Lodowe Wrótka je sedélko v horní části Ledového hřebene, mezi masivem Malého Ledového štítu v Hlavním hřebenu Vysokých Tater a Velkou ľadovou kopou ve Vysokých Tatrách. Tvoří ho tři zářezy oddělené dvěma věžičkami:
- zářezy:
  - Zadné Ľadové vrátka - nejvýše položený severozápadní zářez
  - Prostredné Ľadové vrátka - prostřední ze tří zářezů, mezi Zadnou a Prednou ledovou ihlou
  - Predné Ľadové vrátka - od severozápadu třetí úzký zářez, těsně před Velkou Ľadovou kopou.
- věžičky:
  - Zadná ľadová ihla - od severozápadu první elevace, z hřebene trochu vysunutá k Malé Studené dolině
  - Predná ľadová ihla - od severozápadu druhá elevace, mezi Prostrednými a Zadnými ľadovými vrátky [1]

## Prvovýstupy
Janusz Chmielowski, Karol Jordán, Jan Nowicki a horští vůdci Klemens Bachleda, Pavel Spitzkopf a nosič Stanisław Stopka 14. srpna 1903. V zimním horolezeckém období byli první Valéria Kovárová, Edita Křenová, Manicová, Maňa Mičiková, Bárdoš a Alexander Houba 19. května 1946 

## Turistika
Na sedélko nevedou značené chodníky. Výstup je možný jen s horským vůdcem.